# علی‌محمد مؤدب
علی محمد مؤدب (زاده ۱۳۵۵ تربت جام)، شاعر و مسئول فرهنگی ایرانی است. عاشقانه‌های پسر نوح و مرده‌های حرفه‌ای از جمله مجموعه‌های شعری اوست. آثار مؤدب غالباً در حوزه شعر سپید و کلاسیک دسته‌بندی می‌شوند. او مدیرعامل مؤسسه شهرستان ادب و برنده یا نامزد جوایز مختلف ادبی از جمله کتاب سال جمهوری اسلامی بوده‌است.

## زندگی
علی‌محمد مؤدب به سال ۱۳۵۵ در روستای تقی‌آباد از توابع تربت جام زاده شد. وی کارشناسی ارشد پیوسته خود را در رشتهٔ الهیات از دانشگاه امام صادق اخذ کرده‌است. عنوان پایان‌نامه کارشناسی ارشد او یاد مرگ در قرآن و بیان امیرالمؤمنین (ع) و پی‌جویی آن در ادب فارسی (بررسی موردی سعدی بوده‌است. او به مدت دو سال (۱۳۸۴–۱۳۸۶) مدیر دفتر آفرینش‌های ادبی حوزه هنری استان تهران بوده‌است.

## زندگی ادبی

### فعالیت‌های شاعرانه
مؤدب نخستین دفتر شعر خود را با عنوان عاشقانه‌های پسر نوح در سال ۱۳۸۲ منتشر کرد، و همزمان کار خود را در حوزه روزنامه‌نگاری ادبی با فعالیت در نشریه‌های حرفه‌ای شعر همچون فصلنامه تخصصی شعر آغاز کرد. او در سال ۱۳۹۱ مجموعه شعر خود با عنوان کهکشان چهره‌ها را منتشر کرد. این کتاب نامزد دوره سی و یکم جایزه کتاب سال جمهوری اسلامی شد.
به گفته حمیدرضا شکارسری، شاعر و منتقد ادبی، کهکشان چهره‌ها ادای دینی است از سوی «علی محمد مؤدب»، همزمان به تعهدات اجتماعی و سیاسی و دینی‌اش از یک طرف و تعهدات ادبی‌اش از طرف دیگر. به عبارت دیگر می‌توان مؤدب شاعر و مؤدب مؤمن و منتقد سیاسی و اجتماعی را یک‌جا با هم دید.»
مؤدب در سال ۱۳۹۴، با حکم علی جنتی، وزیر فرهنگ و ارشاد، به عنوان عضو هیئت علمی دهمین دوره جشنواره فجر منصوب شد.

### فعالیت‌های روزنامه‌نگارانه
مؤدب با نشریات دیگری مانند ماهنامه سوره، مجله راه و روزنامه ابرار نیز همکاری داشته‌است، نیز در راه‌اندازی روزنامه خورشید نقش داشته‌است. او همچنین در برخی جشنواره‌های شعر از جمله جشنواره شعر جوان و کنگره شعر دفاع مقدس داور و دبیر بوده‌است. مؤدب همچنین در سال ۱۳۸۵ دبیر جایزه ادبی تهران بوده‌است.

## بررسی اشعار
محمدعلی بهمنی دربارهٔ سروده‌های مؤدب معتقد است: «بسیاری از شعرهای مؤدب نشان از حضور وی در عرصه اجتماع است.» بهمنی همچنین در جای دیگری گفته‌است: «اشعار مؤدب دارای یک تفکر فرا اجتماعی است، وقتی اشعار مؤدب را می‌شنویم متوجه می‌شویم که با اتفاقی جدید روبرو هستیم. من فرصت زیادی نداشتم که با مؤدب زندگی کنم ولی با شعرش زندگی کرده‌ام. نسل‌های مختلف، چه نسل من و چه نسل جوان با شعر مؤدب انس دارند.» همچنین حافظ موسوی از کتاب مرده‌های حرفه‌ای اثر مؤدب با عنوان یکی از مجموعه شعرهای مورد علاقه خود نام برده‌است. سید ضیا قاسمی، شاعر افغانستانی دربارهٔ اشعار مؤدب چنین نظر داده‌است: «شعر مؤدب، متنی است که خشم و شادی و یأس و امید و صور عاطفی یک موجود زنده را باز می‌نماید و از ویژگی‌هایش این است که متن نسبت به محیط و زمان و مکان و اطراف خود حساس است. بسیاری از عناصر زیستی زندگی مطابق با زمان و مکان شاعر را می‌توان بدون دخالت او در شعر یافت.» محمد رمضانی فرخانی، منتقد ادبی معتقد است: «مؤدب در پی پاسخ به این پرسش است که چرا عشق، سهم‌بندی عادلانه‌ای ندارد. در واقع مؤدب به مسایلی اعتراض می‌کند که پیش از این سابقه نداشته‌است، یعنی او به نابرابری در عشق اعتراض می‌کند.» حمیدرضا شکارسری، شاعر و منتقد ادبی دربارهٔ کهکشان چهره‌ها می‌نویسد: «[این اثر] ادای دینی است از سوی علی محمد مؤدب، همزمان به تعهدات اجتماعی و سیاسی و دینی‌اش از یک طرف و تعهدات ادبی‌اش از طرف دیگر. به عبارت دیگر می‌توان مودبِ شاعر و مودبِ مؤمن و منتقد سیاسی و اجتماعی را یک‌جا با هم دید.

## مجموعه اشعار
| کتاب‌شناسی                | کتاب‌شناسی       | کتاب‌شناسی  | کتاب‌شناسی                           |
| ------------------------ | --------------- | ---------- | ----------------------------------- |
| نام کتاب                 | موضوع           | سال انتشار | انتشارات                            |
| لالا لالا کبوتر بال داره | مجموعه شعر      | ۱۳۹۹       | مؤسسه چاپ و انتشارات آستان قدس رضوی |
| دست‌خون                   | منظومه          | ۱۳۹۴       | نشر شهرستان ادب                     |
| سفر بمباران              | مجموعه شعر      | ۱۳۹۳       | نشر شهرستان ادب                     |
| کهکشان چهره‌ها            | مجموعه شعر      | ۱۳۹۱       | نشر شهرستان ادب                     |
| روضه در تکیه پروتستان‌ها  | مجموعه شعر      | ۱۳۸۸       | انتشارات سپیده‌باوران                |
| عطر هیچ گلی نیست         | مجموعه شعر      | ۱۳۸۷       | نشر تکا                             |
| الف‌های غلط               | مجموعه شعر      | ۱۳۸۶       | انتشارات سوره مهر                   |
| مرده‌های حرفه‌ای           | مجموعه شعر      | ۱۳۸۴       | نشر هزاره ققنوس                     |
| همین قدر می‌فهمیدم از جنگ | مجموعه شعر      | ۱۳۸۳       | نشر سارینا                          |
| عاشقانه‌های پسر نوح       | مجموعه شعر سپید | ۱۳۸۲       | دفتر شعر جوان                       |
| دروغ‌های                  | برگزیده شعرها   | ۱۳۸۷       | نشر علم                             |

## داوری
- مسابقه شعر سرزمین شعر

## جوایز و افتخارات
- نامزد جایزه کتاب سال جمهوری اسلامی ایران، (۱۳۹۲)
- نامزد بخش جوان نخستین جشنواره شعر فجر، (۱۳۸۵)
- برگزیده کتاب سال دفتر شعر جوان، (۱۳۸۵)